# Județul Caliacra (interbelic)
Județul Caliacra a fost o unitate administrativă de ordinul întâi din Regatul României, aflată în regiunea istorică Dobrogea. Reședința județului era orașul Bazargic.

## Întindere

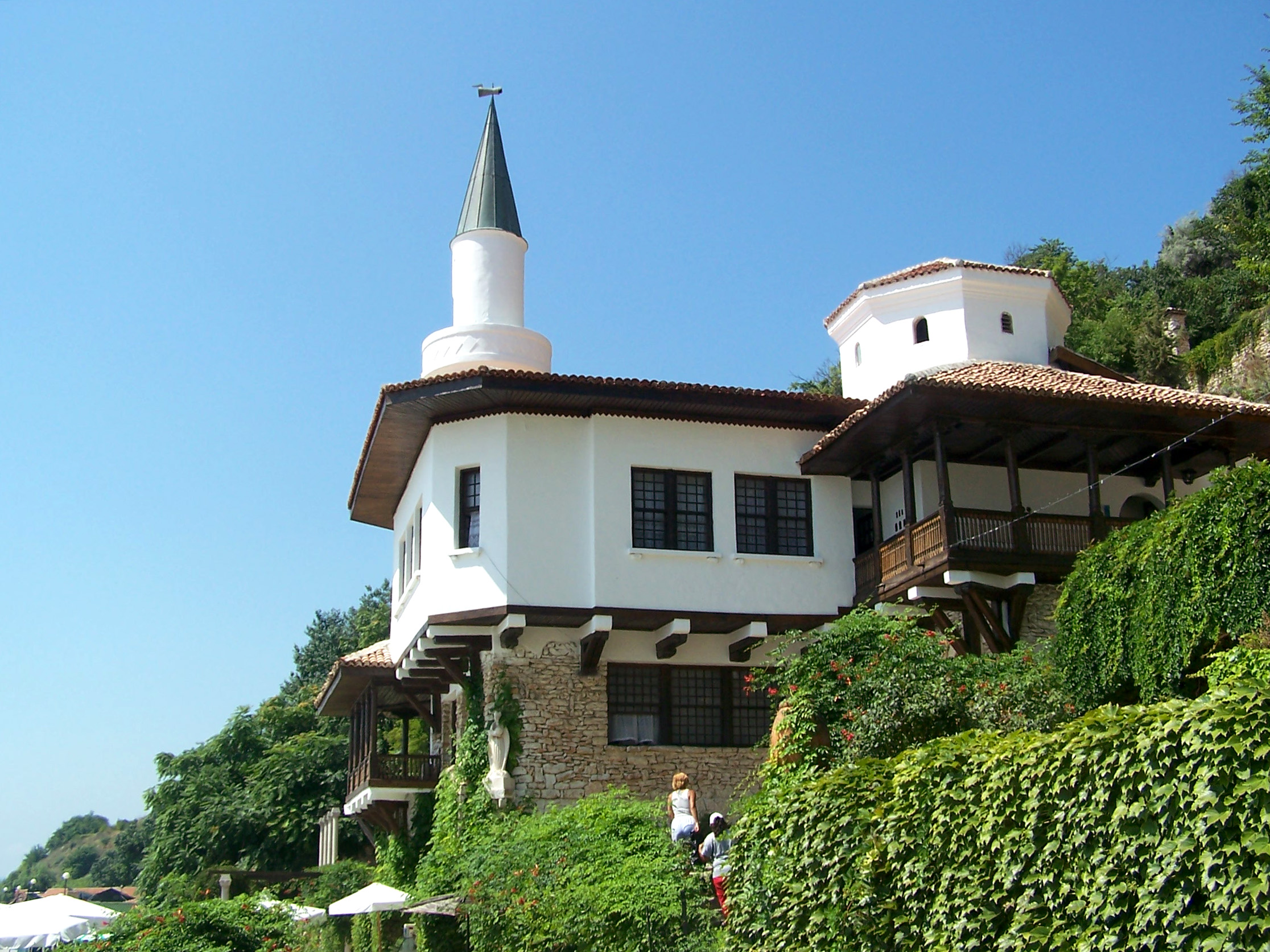
Castelul din Balcic, construit în perioada interbelică din ordinul Reginei Maria. Castelul a fost ridicat în orașul Balcic din județul Caliacra, în perioada în care Dobrogea de Sud făcea parte din Regatul României.

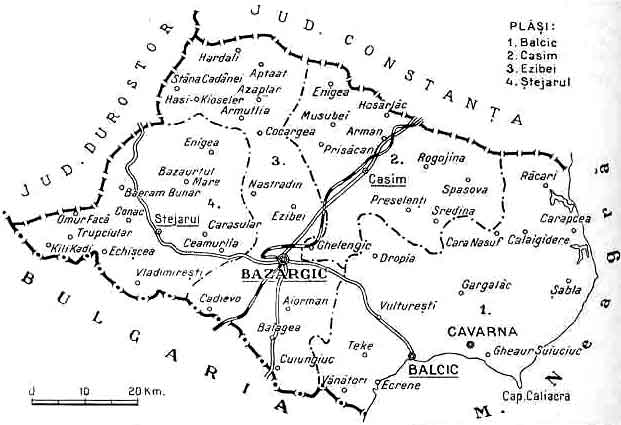
Harta județului, cu dispunerea și denumirea plășilor, în anul 1938.

Județul se afla în partea sud-estică a României Mari, în regiunea Dobrogea de Sud, cunoscută sub numele de Cadrilater. Actualmente teritoriul fostului județ este parte integrantă a Bulgariei, formând Regiunea Dobrici. Câteva sate din sud sunt incluse în Regiunea Varna. Se învecina la nord cu județul Constanța, la nord-vest cu județul Durostor, la sud cu Bulgaria, iar la est cu Marea Neagră.

## Istoric
Kalli Akra înseamnă în grecește „Buna adăpostire”. Acest promontoriu, la poalele căruia trăiau până în 1940 ultimele foci endemice Monachus monachus albiventer, constituie o rezervă naturală. La dreapta drumului principal se mai vede încă Stațiunea de biologie marină a Institutului Bio-Oceanografic din Constanța, întemeiată de Grigore Antipa, ulterior transformată în cazarmă de grăniceri apoi în tabără de pionieri (clădirea cu un mic turn). Locul a fost întărit întâi de Tirizi, un neam getic, timpuriu elenizat de coloniile apropiate Dionysopolis (Balcic) și Kallatis (Mangalia), sub numele de Tirizis. Cetate succesiv romană, bizantină, bulgară, din nou bizantină, se pare ca ea a fost capitala despotatului Dobrogei (condus de jupânii Balica apoi Dobrotici) între 1346 și 1402, când Mircea cel Bătrân deveni stăpân până la „Marea cea Mare”. Cert este că și aici, genovezii aveau o escală. Turcii au asediat cetatea de mai multe ori, cucerind-o definitiv în 1444; de atunci încoace este în ruine. Bulgarii au făcut din istoria cetății o legendă patriotică al cărei tragic deznodământ este sinuciderea celor 40 de fecioare (legendă întâlnită de asemenea la sârbi și la greci).
Ca urmare a implicării României împotriva Bulgariei în cel de-al Doilea Război Balcanic, partea Cadrilaterului la nord de linia Turtucaia–Balcic este anexată de România în 1913, în ciuda criticilor unei părți a opoziției politice (de exemplu socialistul Constantin Dobrogeanu-Gherea), care aprecia că acest act îi va crea României un nou și înverșunat inamic pe mai bine de 600 km de frontieră pe flancul sudic, acolo unde, până atunci, avea o țară prietenă a cărei independență fusese obținută simultan cu a sa în același război.
După anexarea Cadrilaterului la România, în același an este înființat județul Dobrici, cu reședința în orașul omonim. La data de 1 aprilie 1914, numele județului este schimbat în Caliacra (denumire luată după Capul Caliacra), iar cel al orașului reședință în Bazargic. Județul Caliacra, împreună cu restul Cadrilaterului, au rămas în componența României până în 1940, când prin Tratatul de la Craiova din 7 septembrie este restituit Bulgariei ca urmare indirectă a presiunilor politice germane asupra guvernului român.

## Organizare
Teritoriul județului era împărțit în patru plăși:
1. Plasa Balcic,
2. Plasa Casim,
3. Plasa Ezibei și
4. Plasa Stejarul.

Pe teritoriul județului se aflau trei comune urbane (orașe):
- Bazargic sau Dobrici, reședința județului,
- Balcic, stațiune situată pe malul mării și
- Cavarna, stațiune situată pe malul mării.

## Populație
Conform datelor recensământului din 1930 populația județului era de 166.911 de locuitori, dintre care 42,4% bulgari, 23,0% turci, 22,6% români și aromâni, 3,8% găgăuzi, 2,7% tătari ș.a. Din punct de vedere confesional marea majoritate era alcătuită din ortodocși (70,4%), urmați de mahomedani (28,2%) ș.a.

### Mediul urban
În anul 1930 populația urbană a județului era de 41.588 de locuitori, dintre care 39,8% bulgari, 24,1% turci, 15,4% români și aromâni, 6,9% țigani, 3,6% găgăuzi, 3,5% tătari, 2,1% greci, 2,1% armeni ș.a. Din punct de vedere confesional orășenimea era alcătuită din 62,1% ortodocși, 34,1% musulmani, 1,7% armeano-gregorieni, 1,0% mozaici ș.a.

## Materiale documentare

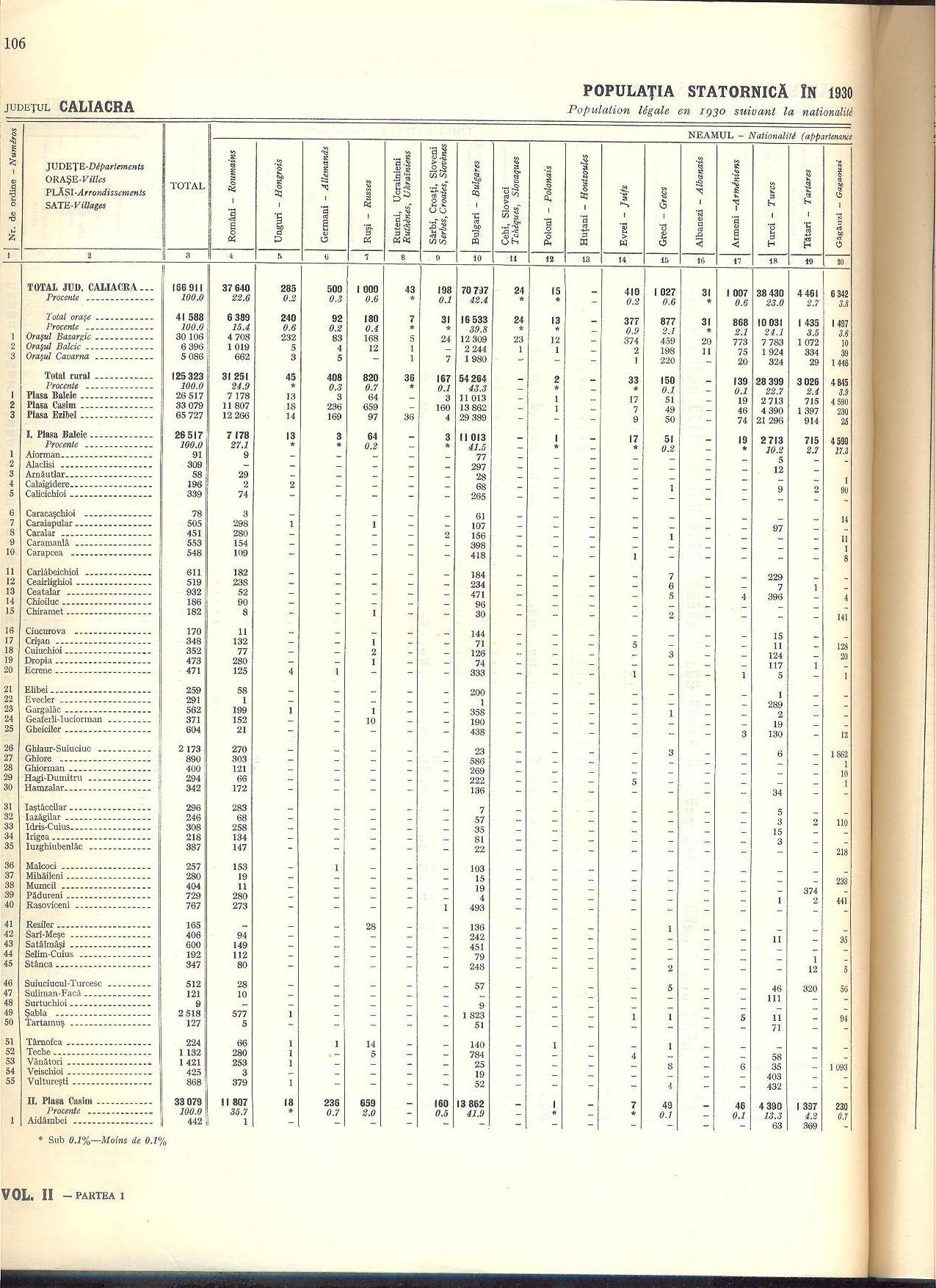
Populația județului în anul 1930, după etnie și limbă maternă
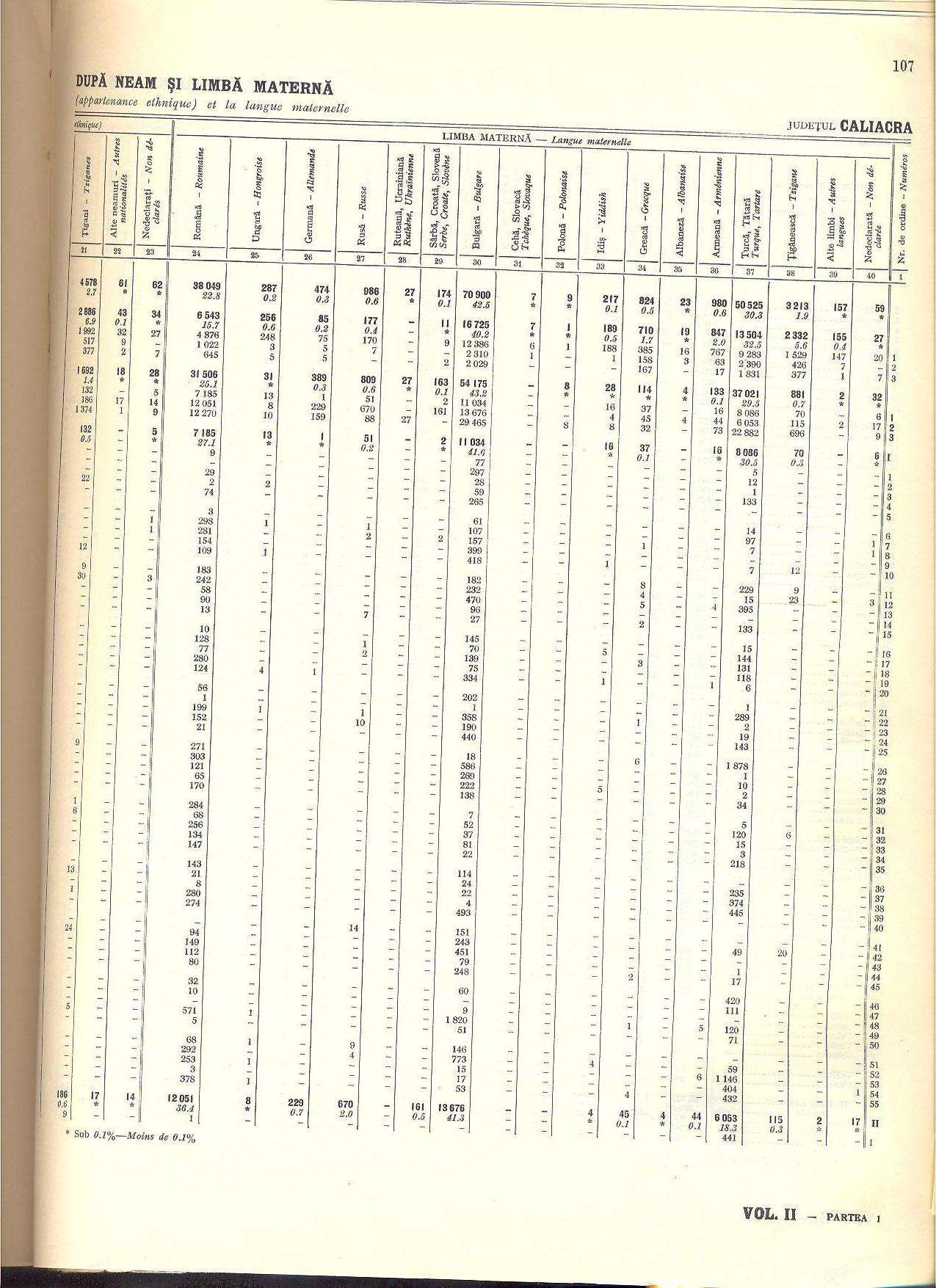
Populația județului în anul 1930, după etnie și limbă maternă
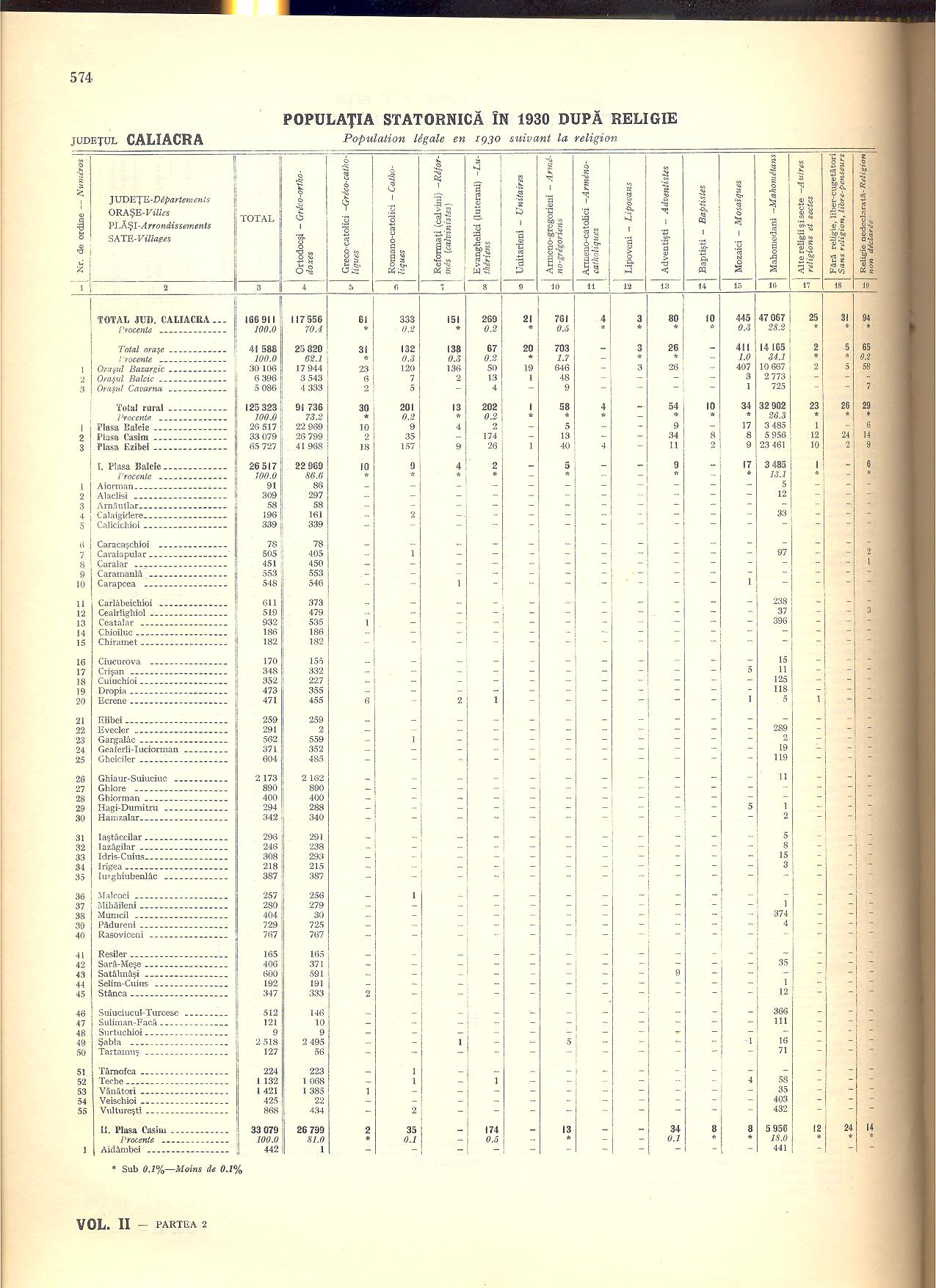
Populația județului în anul 1930, după religie